# R.J.レイノルズ (野球)
ロバート・ジェームズ・レイノルズ（Robert James "R. J." Reynolds、1959年4月19日 - ）は、アメリカ合衆国カリフォルニア州出身の元プロ野球選手（外野手）。右投両打。ニックネームとして「R.J.」と呼ばれていた。
日本プロ野球における11打席（打数）連続安打の日本記録を持つ。

## 来歴
1980年のドラフト2巡目でロサンゼルス・ドジャースに入団。1983年、メジャー初昇格。
1990年秋の日米野球でピッツバーグ・パイレーツの一員として来日した際、メジャー通算109盗塁の俊足と強肩が首脳陣の目に留まり、横浜大洋ホエールズと契約。現役メジャーリーガーの入団として話題となる。
1991年の開幕戦で6打数4安打と鮮烈なデビューを飾ると、8月1日の中日ドラゴンズ戦から8月4日のヤクルトスワローズ戦にかけて、日本プロ野球記録となる11打席連続安打と11打数連続安打を達成するなど、シュアな打撃と強肩を活かした外野からの返球は他球団の脅威となった。このシーズンは、打率リーグ5位の.316、リーグ6位タイの80打点の活躍を見せ、外野手としてベストナインおよびゴールデングラブ賞を獲得し、注目を浴びた。ただし、この年は左打席では.351の高打率を残すも、右打席には.222と苦手にしていた。
1992年は他球団のマークもあり、打率.248と大幅に成績を落とした。同年オフの11月11日に大洋球団は「横浜ベイスターズ」に球団名を変更したが、それに先んじて10月15日には翌1993年の新外国人選手としてマイナーリーグ3Aエドモントン（カリフォルニア・エンゼルスの傘下）からロバート・ローズを獲得することを発表した。ローズの獲得に伴いレイノルズは解雇されることが決まり、自由契約となった。
1993年には近鉄バファローズへ移籍し打率.298、18本塁打の成績を残すが、左投手に弱い点がネックとなり、シーズン後半は毎日のように5番ライトが偵察要員で、右投手相手の試合だけ偵察要員と交代するという形で出場することになった。オフに再び自由契約となり、現役引退。

## 人物・選手としての特徴
当時、視覚効果により脚を長く見せる働きがあるといわれていた、アンダーストッキングをズボンで完全に隠すというメジャーリーグで流行し始めたユニフォームの着こなしを、日本プロ野球で最初にした選手である。ただし、近鉄移籍後は、膝下までストッキングをまくり上げるオールドスタイルでもプレーしていた。
スイッチヒッターであり、MLB時代は右打席での打率の方が高かったが（左打席は通算.259、30本塁打、OPS.706、右打席は通算.284、5本塁打、OPS.695）、日本では右打席は極端な低打率であった。11打席連続安打は、最初の2打席は左投手の今中慎二相手に右打席で放ったが、残り9打席は左打席であり、12打席目に左投手の乱橋幸仁を相手に右打席で凡退して途切れた。
メジャーリーグでは俊足選手として活躍していたが、日本では膝の故障もあり、思うように盗塁数は伸びなかったものの、在籍3シーズンは全て二桁盗塁を記録するなど、脚力自体は高水準を維持し続けた。
大洋時代はグラウンドに乱入したファンにサインをねだられ、試合中にもかかわらず応じたことがある。
11連続打数安打記録は2003年に高橋由伸が達成し現在はNPBタイ記録だが、高橋の記録は3四球を挟む11"打数"連続安打（同時に14打席連続出塁の当時の日本タイ記録を樹立）であり、連続"打席"安打としては現在もレイノルズが単独最高記録である。

## 詳細情報

### 年度別打撃成績
| 年 度    | 球 団    | 試 合 | 打 席 | 打 数 | 得 点 | 安 打 | 二 塁 打 | 三 塁 打 | 本 塁 打 | 塁 打 | 打 点 | 盗 塁 | 盗 塁 死 | 犠 打 | 犠 飛 | 四 球 | 敬 遠 | 死 球 | 三 振 | 併 殺 打 | 打 率 | 出 塁 率 | 長 打 率 | O P S |
| -------- | -------- | ----- | ----- | ----- | ----- | ----- | -------- | -------- | -------- | ----- | ----- | ----- | -------- | ----- | ----- | ----- | ----- | ----- | ----- | -------- | ----- | -------- | -------- | ----- |
| 1983     | LAD      | 24    | 61    | 55    | 5     | 13    | 0        | 0        | 2        | 19    | 11    | 5     | 0        | 1     | 2     | 3     | 1     | 0     | 11    | 1        | .236  | .267     | .345     | .612  |
| 1984     | LAD      | 73    | 261   | 240   | 24    | 62    | 12       | 2        | 2        | 84    | 24    | 7     | 5        | 4     | 2     | 14    | 0     | 1     | 38    | 6        | .258  | .300     | .350     | .650  |
| 1985     | LAD      | 73    | 229   | 207   | 22    | 55    | 10       | 4        | 0        | 73    | 25    | 6     | 3        | 5     | 3     | 13    | 0     | 1     | 31    | 3        | .266  | .308     | .353     | .661  |
| 1985     | PIT      | 31    | 142   | 130   | 22    | 40    | 5        | 3        | 3        | 60    | 17    | 12    | 2        | 2     | 0     | 9     | 1     | 1     | 18    | 3        | .308  | .357     | .462     | .819  |
| '85計    | PIT      | 104   | 371   | 337   | 44    | 95    | 15       | 7        | 3        | 133   | 42    | 18    | 5        | 7     | 3     | 22    | 1     | 2     | 49    | 6        | .282  | .327     | .395     | .722  |
| 1986     | PIT      | 118   | 448   | 402   | 63    | 108   | 30       | 2        | 9        | 169   | 48    | 16    | 9        | 3     | 2     | 40    | 4     | 1     | 78    | 10       | .269  | .335     | .420     | .755  |
| 1987     | PIT      | 117   | 375   | 335   | 47    | 87    | 24       | 1        | 7        | 134   | 51    | 14    | 1        | 0     | 6     | 34    | 8     | 0     | 80    | 5        | .260  | .323     | .400     | .723  |
| 1988     | PIT      | 130   | 347   | 323   | 35    | 80    | 14       | 2        | 6        | 116   | 51    | 15    | 2        | 0     | 4     | 20    | 3     | 0     | 62    | 5        | .248  | .288     | .359     | .647  |
| 1989     | PIT      | 125   | 403   | 363   | 45    | 98    | 16       | 2        | 6        | 136   | 48    | 22    | 5        | 1     | 4     | 34    | 8     | 1     | 66    | 13       | .270  | .331     | .375     | .706  |
| 1990     | PIT      | 95    | 240   | 215   | 25    | 62    | 10       | 1        | 0        | 74    | 19    | 12    | 2        | 0     | 2     | 23    | 1     | 0     | 35    | 12       | .288  | .354     | .344     | .698  |
| 1991     | 大洋     | 118   | 511   | 468   | 71    | 148   | 29       | 1        | 15       | 224   | 80    | 17    | 10       | 0     | 2     | 37    | 3     | 1     | 77    | 12       | .316  | .366     | .479     | .845  |
| 1992     | 大洋     | 113   | 470   | 427   | 57    | 106   | 16       | 0        | 19       | 179   | 66    | 12    | 6        | 0     | 2     | 39    | 2     | 2     | 102   | 13       | .248  | .313     | .419     | .726  |
| 1993     | 近鉄     | 104   | 368   | 336   | 46    | 100   | 20       | 1        | 18       | 176   | 50    | 12    | 8        | 0     | 2     | 30    | 1     | 0     | 74    | 14       | .298  | .353     | .524     | .877  |
| MLB：8年 | MLB：8年 | 786   | 2506  | 2270  | 288   | 605   | 121      | 17       | 35       | 865   | 294   | 109   | 29       | 16    | 25    | 190   | 26    | 5     | 419   | 58       | .267  | .321     | .381     | .702  |
| NPB：3年 | NPB：3年 | 335   | 1349  | 1231  | 174   | 354   | 65       | 2        | 52       | 579   | 196   | 41    | 24       | 0     | 6     | 106   | 6     | 3     | 253   | 39       | .288  | .344     | .470     | .814  |

### 記録
NPB
- 初出場・先発初出場：1991年4月6日 対阪神タイガース1回戦（横浜スタジアム）、3番・右翼手で出場
- 初安打：同上、野田浩司から
- 初本塁打：1991年4月6日 対中日ドラゴンズ4回戦（横浜スタジアム）、5回裏に鹿島忠から2ラン

その他の記録
- 11打席連続安打（1991年8月1日 - 8月4日） ※NPB単独1位記録。11「打数」連続安打としては当時新記録であったが現在はタイ記録。

### 表彰
- ベストナイン：1回 （外野手部門：1991年）
- ゴールデングラブ賞：1回 （外野手部門：1991年）

### 背番号
- 23（1983年 - 1985年途中、1986年途中 - 1992年）
- 39（1985年途中 - 1986年途中）
- 33（1993年）